# Sergej Ulegin
Sergej Valerjevitj Ulegin (ryska: Сергей Валерьевич Улегин), född den 8 oktober 1977 i Engels i Saratov oblast i Sovjetunionen (nu Ryssland), är en rysk kanotist.
Han tog OS-silver i C-2 500 meter i samband med de olympiska kanottävlingarna 2008 i Peking.